# Johim Ariesen
Johim Ariesen (Rhenen, 16 de març de 1988) és un ciclista neerlandès, professional des del 2009 i actualment a l'equip Metec-TKH.

## Palmarès
- 2010
  - 1r a la Ronde van Midden-Brabant
- 2015
  - 1r a la Volta a Holanda del Nord
  - 1r a la Cursa de Solidarność i els Atletes Olímpics i vencedor de 5 etapes
  - 1r a la Slag om Norg
  - Vencedor de 2 etapes a la Volta a l'Alentejo
  - Vencedor d'una etapa a la Ronda de l'Oise
  - Vencedor d'una etapa a la Volta a la Xina I
- 2016
  - 1r al Gran Premi Viborg
  - 1r a la Skive-Lobet
  - Vencedor d'una etapa a la Volta a l'Alentejo
  - Vencedor de 2 etapes al Bałtyk-Karkonosze Tour
- 2017
  - Vencedor d'una etapa a la Volta a l'Alentejo
  - Vencedor d'una etapa al Tour de Normandia
  - Vencedor d'una etapa al Bałtyk-Karkonosze Tour
- 2018
  - Vencedor d'una etapa al Tour de Normandia